# Lijst van boekverzamelaars
Dit is een lijst van (voornamelijk Nederlandse) boekverzamelaars. 

## Enige voorbeelden
Bob Nijkerk, wiens collectie zich nu in het Stedelijk Museum te Amsterdam bevindt. 
De bibliotheek van Johan Meerman bevatte een groot aantal bibliofiele boeken die de basis werden voor het in 1960 opgerichte Museum van het Boek, onderdeel van het Museum Meermanno-Westreenianum te Den Haag. 
Na de Tweede Wereldoorlog is de bibliotheek van Johan B.W. Polak bekend geworden.
Zo bracht G.J. Boekenoogen een collectie kinderboeken bijeen. Beroemd is ook de Bibliotheca Philosophica Hermetica van Joost Ritman een aparte bibliotheek over hermetische filosofie.
Rob Aardse begon met verzamelen nadat hij bij toeval de fraaie catalogus De Jas van het Woord uit 1989 onder ogen kreeg, een catalogus waarin Fons van der Linden en Albert Struik  hun collectie industriële boekbanden beschreven. Albert Struik ging hem na kennismaking de fijne kneepjes in de wereld van het boek leren.

## Publiciteit
In tijdschriften als De Boekenwereld en Boekenpost verschenen artikelen over verzamelaars; enkele grote bibliotheken publiceerden boeken over hen en catalogi van grote particuliere bibliotheken die ze verwierven en verzamelaars organiseerden zich in 1994 in het Nederlands Genootschap van Bibliofielen.

## Lijst van boekverzamelaars
- Rob Aardse
- Gerrit Jacob Boekenoogen
- Boudewijn Büch
- Ferdinand Columbus
- Max Dohle
- Jan Eekhof
- Ekke Fransema
- Abraham Horodisch
- Antonius van der Linde
- Johan Meerman
- Guillaume Michiels
- Meindert Niemeijer
- Bob Nijkerk
- Johan Polak
- Louis Putman
- Pibo Antonius Pijnappel
- René Radermacher Schorer
- Joost Ritman
- Albert Struik
- Frances Wolfreston (Brits)